# Dziupla w Rozwalistej Turni
Dziupla w Rozwalistej Turni – schron jaskiniowy w Rozwalistej Turni w orograficznie lewym zboczu Doliny Kobylańskiej. Pod względem geograficznym jest to obszar Wyżyny Olkuskiej wchodzący w skład Wyżyny Krakowsko-Częstochowskiej, administracyjnie znajduje się w obrębie wsi Kobylany, w gminie Zabierzów, w powiecie krakowskim, w województwie małopolskim.

## Opis obiektu
Schronisko znajduje się na północno-wschodniej ścianie Rozwalistej Turni, około 5 m powyżej zbocza i prowadzi do niego spora załupa. Za owalnym otworem znajduje się krótki korytarzyk.
Schronisko jest pochodzenia krasowego. Utworzone zostało w wapieniach z jury późnej. Jest w całości widne, w głębi wilgotne. Nie posiada nacieków, a na jego ścianach rozwijają się glony, mchy i paprocie zanokcica skalna i zanokcica murowa. Ze zwierząt obserwowano pająki i ślimaki.
Schronisko zapewne znane była od dawna. Po raz pierwszy wzmiankowali go w 1983 r. K. Baran i T. Opozda w przewodniku wspinaczkowym. Aktualną dokumentację sporządził J. Nowak w maju 2003 r., on też wykonał plan jaskini.

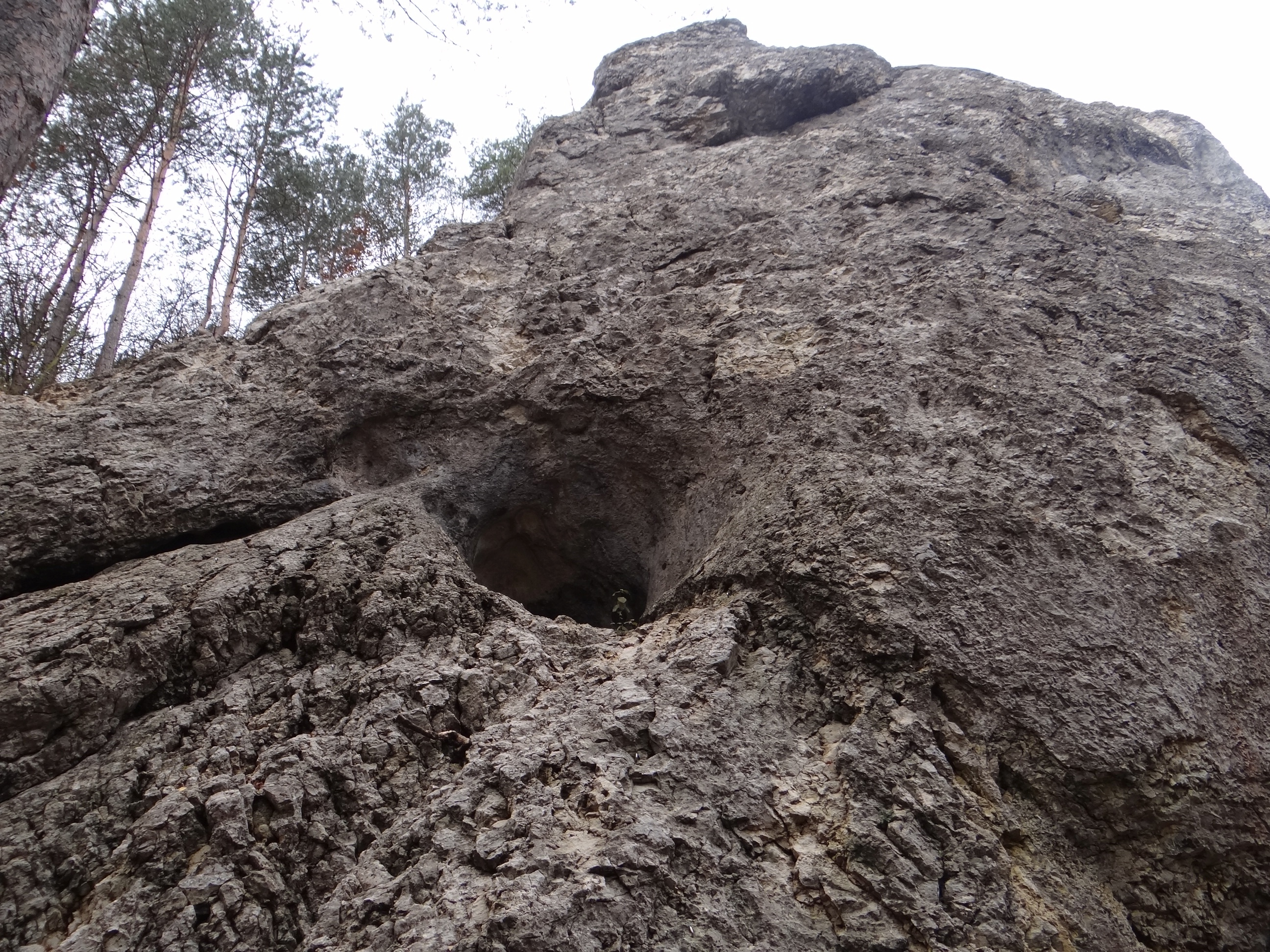
Otwór
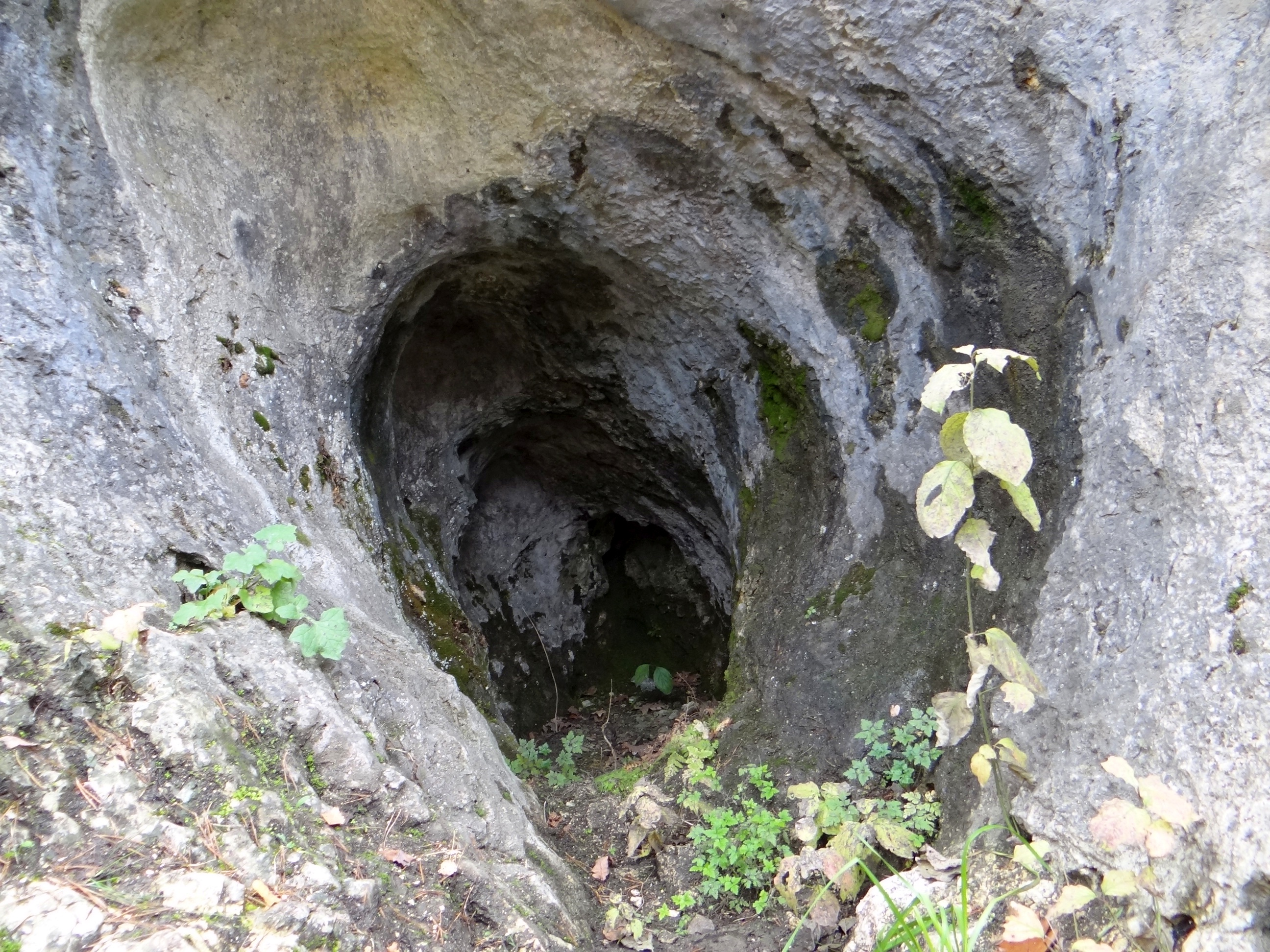
Korytarzyk
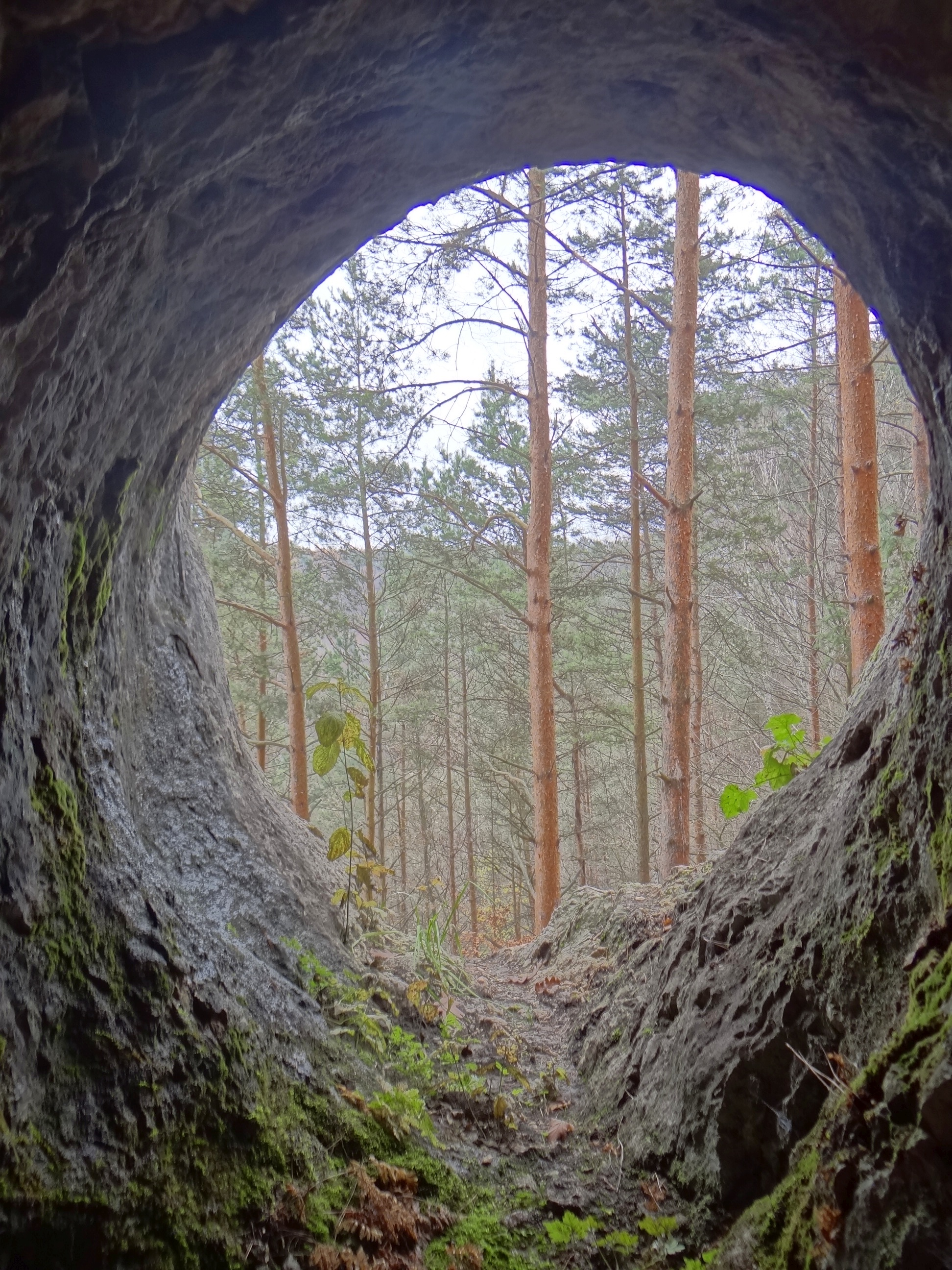
Widok z korytarzyka
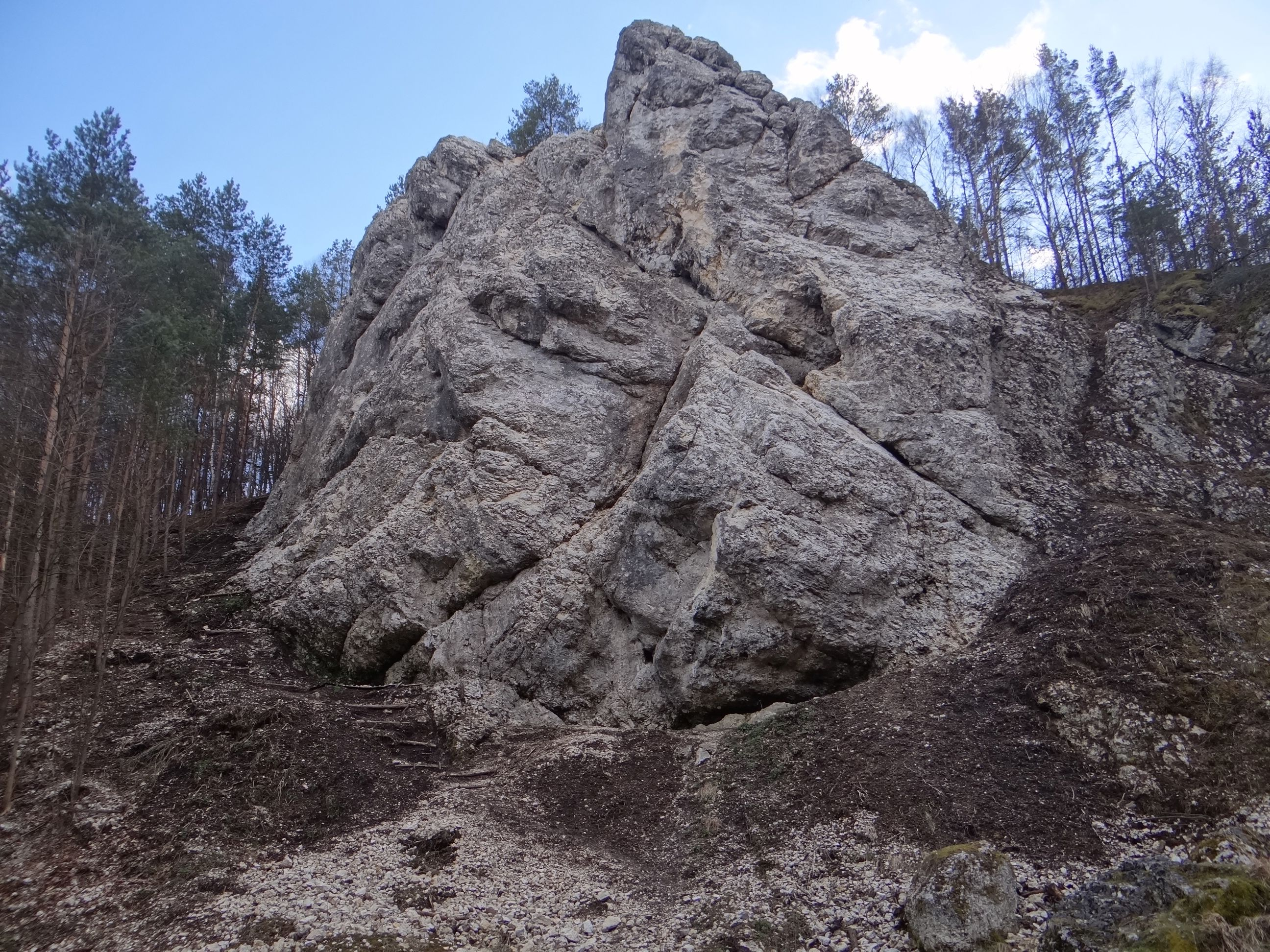
Rozwalista Turnia

W Rozwalistej Turni, oraz w sąsiednich skałkach obok jej szczytu znajduje się jeszcze kilka innych jaskiń i schronisk: Jaskinia Wielka Strąka, Okap w Rozwalistej Turni, Schronisko Wielka Strąka, Szczelina w Rozwalistej Turni.